# Jaksonów
Jaksonów (deutsch Jackschönau, von 1937 bis 1945 Schwertern) ist eine Ortschaft in der Gemeinde Żórawina in Polen. Sie liegt zwanzig Kilometer südsüdwestlich von Breslau nahe der Ślęza und gehört dem Powiat Wrocławski an.

## Geschichte

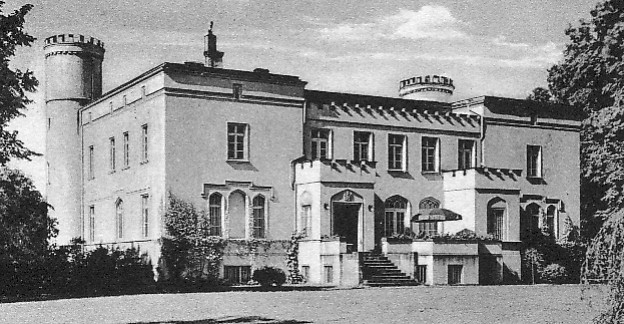
Schloss Jackschönau (1928)

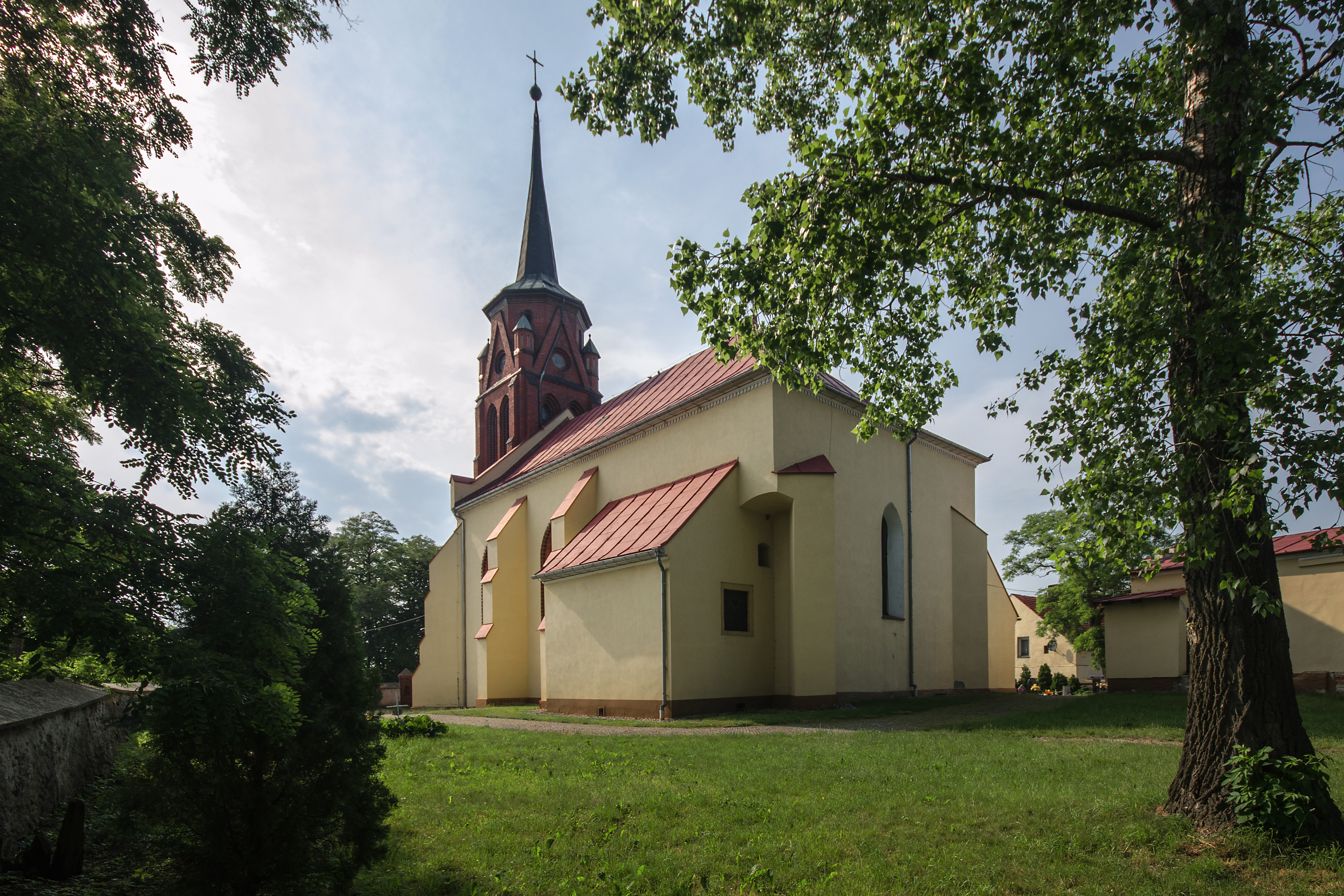
Kreuzerhöhungskirche

Funde aus der Bronzezeit in der nahen Umgebung deuten auf eine frühe Besiedlung des Gebietes hin.
Der Name des Ortes geht auf Graf Jaxo oder Jaxa zurück, der die Dorfgemarkung etwa um 1150 erwarb. Graf Jaxo war der Schwiegersohn von Peter Wlast, dem Besitzer des Zobtenberges. Die Enkel von Jaxo schenkten das Dorf 1203 an das 1202 gegründete Kloster Trebnitz.
In der Schenkungsurkunde taucht erstmals der Name Schlesien auf als  villam in campo Zlesie Yaxonovo. Ab etwa 1250 nach dem zerstörerischen Einfall der Mongolen von 1241 erfolgte die deutsche Besiedlung des Ortes.
Um 1530 wurde der Ort unter dem Besitzer Albert von Sauerma evangelisch, 1654 im Rahmen der Gegenreformation aber wieder katholisch. Für die Protestanten ermöglichte die Gutsherrin Anna Katharina von Guthsmuths 1743 den Bau eines evangelischen Bethauses im nördlichen Nachbarort Wiltschau.
Seit alters her gab es im Ort ein Rittergut, zuletzt von 1822 bis 1945 im Besitz derer von Stegmann und Stein. Auf dem hochwertigen Schwarzerde-Ackerland wurden Getreide und vor allem Zuckerrüben angebaut, die mit Hilfe einer 1925 gebauten Feldbahn über Wiltschau und Gallowitz zur 1871 gegründeten Zuckerfabrik Tschauchelwitz transportiert wurden. Vorher hatte bereits in Jackschönau selbst eine von Wilhelm von Stegmann und Stein 1848 gegründete Zuckerfabrik bestanden. Am südlichen Ortsrand gab es eine Windmühle, die um 1930 nach einem Sturmschaden auf elektrischen Betrieb umgestellt wurde.
1897 wurde die Chaussee von Breslau über Gallowitz (Zollstation), Wiltschau, Jackschönau bis nach Prisselwitz verlängert. Hierbei wurden südlich von Jackschönau frühzeitliche Funde gemacht und archäologisch ausgewertet.
1925 wurde die Postbuslinie Breslau–Jackschönau eröffnet; später wurde sie bis Prisselwitz verlängert. 1928 erhielt der Ort eine eigene Poststelle (vorher war die zuständige Post in Koberwitz).
In den Jahren 1929–1931 wurde die Lohe reguliert, d. h. begradigt und eingedämmt. Auslöser für diese Arbeiten waren große Überschwemmungen durch ein Sommer-Hochwasser im Jahr 1926.
1874 wurden die Gemeinden und Gutsbezirke Jackschönau und Schönbankwitz (früher Tschönbankwitz) zum Amtsbezirk Jackschönau zusammengefasst; der Rittergutsbesitzer von Schönbankwitz wurde Amtsvorsteher, der von Jackschönau Stellvertreter. Schönbankwitz war auch die nächstgelegene Bahnstation an der 1898 eröffneten Eisenbahnlinie (Breslau–)Koberwitz–Heidersdorf. 1933 kamen die Gemeinden Buchwitz, Pasterwitz und Prisselwitz zum Amtsbezirk hinzu.
In der Zeit des Nationalsozialismus wurde Jackschönau 1937 in Schwertern umbenannt. In der Volkszählung von 1939 wurde eine Einwohnerzahl von 552 ermittelt.
Im Februar 1945 wurde die Bevölkerung nach Seifersdorf im Landkreis Glatz evakuiert. Mitte Mai kehrten die Überlebenden des Trecks in das mittlerweile verwüstete Dorf zurück, um noch rechtzeitig die Felder zu bestellen. Ab August 1945 wurde der Ort von Polen besiedelt, und die Deutschen wurden vertrieben. Sie verließen in mehreren Etappen ab Juli 1946 bis September 1947 ihre Heimat.

## Sehenswürdigkeiten
Unter Denkmalschutz steht:
- Die Kreuzerhöhungskirche mit zwei barocken Seitenaltären. Der befestigte Friedhof um die Kirche wurde 1608 angelegt. Es sind Grabsteine aus dem 18. Jahrhundert vorhanden.[1]

Außerdem gibt es noch:
- Das ehemalige Schloss Jackschönau aus dem 19. Jahrhundert, früher Sitz der Familie von Niebelschütz. Nach dem Zweiten Weltkrieg wurde das Gebäude dem örtlichen staatlichen Landwirtschaftsbetrieb übertragen und diente als Kindergarten, Büro und Treff des Dorfvereins. Derzeit ist das Palais Privatbesitz und wartet auf eine Renovierung. In der Nähe des Schlosses sind ein vernachlässigter Park und Wirtschaftsgebäude erhalten.[2]
- ein Steinkreuz an der Friedhofsböschung[3].
- Eine Figur des heiligen Johannes Nepomuk[4].